# De klokkenluider van de Notre Dame (1996)
De klokkenluider van de Notre Dame (Engels, origineel: The Hunchback of Notre Dame) is een Amerikaanse animatiefilm uit 1996 van Walt Disney Feature Animation, die op 21 juni 1996 uitkwam in de Amerikaanse bioscoop. Het is de 34e lange animatiefilm van Disney. De film is geregisseerd door Kirk Wise en Gary Trousdale, en geproduceerd door Don Hahn. De muzieknummers zijn gecomponeerd door Alan Menken en geschreven door Stephen Schwartz.
Het verhaal van de film is in hoofdlijnen gebaseerd op het gelijknamige boek uit 1831 van de Franse schrijver Victor Hugo, waarbij echter vooral de afloop is aangepast. 

## Verhaal
De film begint in het Parijs van 1482. De vroegere zigeunerleider Clopin werkt nu als poppenspeler. Hij vertelt een groep kinderen het levensverhaal van de klokkenluider van de Notre-Dame. 
Dit begint twintig jaar eerder, wanneer enkele zigeuners bij hun illegale tocht door Parijs worden betrapt en achtervolgd door de rechter Claude Frollo en diens soldaten. De enige vrouw in het groepje vlucht met haar baby gewikkeld in een bundeltje naar de Notre-Dame. Ze wordt op de hielen gezeten door Frollo, die denkt dat ze gestolen goederen bij zich heeft. Als Frollo haar het bundeltje even later afpakt, komt ze om doordat ze met haar hoofd een fatale val tegen de stenen maakt. Even daarvoor heeft ze nog kans gezien op de kerkdeur  van de Notre-Dame te bonzen, zodat de aartsbisschop is gewaarschuwd.  De baby in het bundeltje blijkt zwaar misvormd te zijn, en uit walging wil Frollo het kind verdrinken. De aartsbisschop overtuigt Frollo echter dat hij voor het misvormde kind moet zorgen, om zo zijn zonde voor het doden van de zigeunervrouw goed te maken. Frollo stemt met tegenzin in, op voorwaarde dat het kind in de Notre-Dame kan wonen. Het kind geeft hij vanwege diens misvormdheid de spottende naam Quasimodo ("half af").
Twintig jaar later woont Quasimodo nog steeds in de Notre-Dame, waar hij nu de vaste klokkenluider is. Frollo heeft hem nooit de waarheid verteld, waardoor Quasimodo denkt dat hij vanwege zijn afzichtelijkheid als baby door zijn moeder in de steek is gelaten. Frollo staat erop dat Quasimodo zich nooit buiten de kerk begeeft, daar de maatschappij Quasimodo enkel zou verstoten. Op aandringen van zijn enige vrienden, de drie waterspuwers, gaat Quasimodo op een dag toch naar beneden zodat hij op de markt het zottenfestival mee kan maken. Daar op die dag iedereen in een gek of lelijk kostuum rondloopt, valt het niemand op dat Quasimodo ook in werkelijkheid misvormd is. 
Frollo roept de legerkapitein Phoebus terug naar Parijs, om als nieuwe aanvoerder te dienen voor zijn soldaten. Phoebus vergezelt Frollo naar het festival. Daar zijn hij, Frollo en Quasimodo getuige van een dans, opgevoerd door de mooie jonge zigeunerin Esmeralda. Alle drie de mannen worden op slag verliefd op haar. Quasimodo, die bij iedereen opvalt door zijn lelijkheid, wordt tot koning van het festival gekroond. Dan blijkt dat hij helemaal geen masker draagt. De festiviteiten ontaarden hierna in een marteling voor Quasimodo, maar Frollo weigert in te grijpen, zodat Quasimodo goed wordt gestraft voor zijn ongehoorzaamheid. Uiteindelijk is het Esmeralda die Quasimodo alsnog te hulp komt. Esmeralda weet met behulp van magie uit handen van Frollo's soldaten te blijven. Hierop laat Frollo een arrestatiebevel tegen haar uitvaardigen wegens hekserij. 
Die avond volgt Esmeralda Quasimodo naar de kathedraal, en Phoebus volgt op zijn beurt Esmeralda. Phoebus redt Esmeralda even later van Frollo en diens soldaten, door te zeggen dat Esmeralda een beroep gedaan heeft op het asielrecht van de kerk. Frollo vertrekt weer, maar laat de kathedraal wel omsingelen door zijn soldaten zodat Esmeralda niet weg kan. Terwijl ze in de Notre-Dame opgesloten is, smeekt Esmeralda God om zich over haar volk te ontfermen. Met hulp van Quasimodo kan ze later toch ontsnappen. Voor ze teruggaat naar de andere zigeuners, geeft ze Quasimodo een sieraad. 
Frollo wordt intussen geplaagd door zijn gevoelens voor Esmeralda en vreest dat deze lust hem fataal zal worden. Hij pleit zichzelf tegelijkertijd vrij door de gevoelens die hij voor Esmeralda heeft, toe te schrijven aan haar vermeende duivelse krachten. Daarop besluit hij dat Esmeralda alleen aan hem mag toebehoren, of anders zal moeten sterven en in de hel branden. Hij vraagt aan de heilige maagd Maria om hem te beschermen. 
Wanneer Frollo hoort dat Esmeralda is ontsnapt uit de Notre-Dame, begint hij een genadeloze klopjacht door heel Parijs. Als Frollo een molen met daarin een heel gezin in brand steekt, besluit Phoebus om Frollo niet langer te gehoorzamen. Terwijl Phoebus wegvlucht voor Frollo's soldaten, wordt hij in zijn schouder geschoten en voor dood achtergelaten in de Seine. Esmeralda, die zich in de buurt schuilhield, brengt de gewonde Phoebus naar de kathedraal. Als Quasimodo de liefde tussen Phoebus en Esmeralda ziet opbloeien, beseft hij dat hij zelf door zijn uiterlijk bij Esmeralda totaal geen kans maakt. 
Wanneer Frollo inziet dat Quasimodo Esmeralda heeft helpen ontsnappen, verzint hij een nieuwe list. Hij maakt Quasimodo wijs dat hij Esmeralda's schuilplaats al kent en een grootse aanval beraamd heeft. Het sieraad dat Esmeralda aan Quasimodo gaf blijkt een geheime wegwijzer te zijn naar de Hof der Wonderen, een ondergrondse begraafplaats waar Clopin en de overige zigeuners zich schuilhouden. Om de zigeuners te waarschuwen gaan Quasimodo en Phoebus hierheen, heimelijk gevolgd door Frollo. Even later worden Quasimodo, Phoebus en alle zigeuners inclusief Esmeralda door Frollo gevangengenomen. Esmeralda wordt door Frollo veroordeeld tot de brandstapel, nadat hij haar eerst een laatste kans heeft gegeven om met hem te trouwen. Esmeralda weigert dit aanbod echter hartgrondig.
Quasimodo is in de Notre-Dame vastgeketend, maar hij weet zichzelf te bevrijden. Hij redt de inmiddels bewusteloze Esmeralda van de vlammen en brengt haar weer naar de Notre-Dame. Het lijkt eerst alsof ze dood is, maar even later komt ze toch weer bij. Frollo laat intussen zijn soldaten de Notre-Dame aanvallen. Quasimodo en de waterspuwers weten de aanval goeddeels af te slaan, door een zee van gesmolten koper uit de toren te laten lopen. Intussen ontsnapt ook Phoebus en hij zet de bevolking van Parijs aan tot opstand. In de chaos die volgt dringt Frollo de kathedraal binnen, waarna hij probeert zowel Quasimodo als Esmeralda te doden. Ook vertelt hij nu aan Quasimodo de volle waarheid over Quasimodo's moeder. In het gevecht dat volgt, komt Frollo om het leven doordat hij van de klokkentoren in de poel van gesmolten koper valt. Quasimodo valt ook, maar wordt gered door Phoebus. 
Buiten worden Quasimodo, Phoebus en Esmeralda warm onthaald door een grote menigte omstanders die het gebeurde hebben gezien. Quasimodo wordt alsnog geaccepteerd als lid van de Parijse gemeenschap, ondanks zijn abnormale uiterlijk. Hij accepteert zonder jaloezie de romance tussen Esmeralda en Phoebus. 
Clopin besluit zijn verhaal met een raadsel: hij vergelijkt Frollo en Quasimodo en vraagt wie van de twee het monster is en wie de man.

## Rolverdeling (stemmen)
| Acteur                   | Personage             | Stem                     | Stem                          |
| ------------------------ | --------------------- | ------------------------ | ----------------------------- |
| Tom Hulce                | Quasimodo             | Raymond Kurvers          | Jan Schepens                  |
| Demi Moore (dialoog)     | Esmeralda             | Vera Mann                | Vera Mann                     |
| Heidi Mollenhauer (zang) | Esmeralda             | Vera Mann                | Vera Mann                     |
| Tony Jay                 | Claude Frollo         | Edmond Classen (dialoog) | François Beukelaers (dialoog) |
| Tony Jay                 | Claude Frollo         | Ernst Daniël Smid (zang) | Werner Brams (zang)           |
| Kevin Kline              | Kapitein Phoebus      | Peter Blok               | Vic De Wachter                |
| Paul Kandel              | Clopin                | Bill van Dijk            | Peter De Smet                 |
| Jason Alexander          | Hugo                  | Kees van Lier            | Wim Opbrouck                  |
| Charles Kimbrough        | Victor                | Jérôme Reehuis           | David Davidse                 |
| Mary Wickes*             | Laverne               | Lia Dorana               | Julienne De Bruyn             |
| David Ogden Stiers       | Aartsbisschop         | Ger Smit                 | Bert André (dialoog)          |
| David Ogden Stiers       | Aartsbisschop         | Ger Smit                 | Marc Meersman (zang)          |
| Mary Kay Bergman         | Moeder van Quasimodo  | Maria Lindes             | Katrien Devos                 |
| Corey Burton             | Bruut                 | Jan Anne Drenth          | Fred Van Kuyk                 |
| Bill Fagerbakke          | Klungelaar            | Jan Anne Drenth          | Francois Beukelaers           |
| Gary Trousdale           | De oude ketter        | Jac. Goderie             | Marc Bober                    |
| Patrick Pinney           | Bewakers en zigeuners | Lucie de Lange           | Luk De Koninck                |
| Jim Cummings             | Bewakers en zigeuners | Olaf Wijnants            | Tuur De Weert                 |
|                          | Bewakers en zigeuners | Beatrijs Sluijter        | Christel Domen                |

* Na Mary Wickes' overlijden sprak Jane Withers nog enkele aanvullende teksten in voor het personage Laverne.

### Vlaamse nasynchronisatie
De klokkenluider van de Notre-Dame werd niet alleen in een Nederlandstalige, maar ook in een Vlaamse nasynchronisatie uitgebracht. Het was de eerste Disneyfilm waarmee dit gebeurde.

### Vertaling
De dialogen werden in het Vlaams vertaald door Guy Bernaert en de liedteksten door Mitta Van der Maat. Koen van Dijk was verantwoordelijk voor de vertaling van de Nederlandse versie.

## Achtergronden

### Productie
De klokkenluider van de Notre-Dame was de tweede Disneyfilm geregisseerd door Gary Trousdale en Kirk Wise. Al eerder regisseerden de twee Belle en het Beest.
De film wijkt in bepaalde opzichten af van wat in de lange Disney-tekenfilms het meest gebruikelijke patroon is. Serieuze maatschappelijke onderwerpen als religie, zonde, seksuele lust, vooroordelen en sociale ongelijkheid staan veel meer op de voorgrond dan in andere Disney-tekenfilms. Het element humor is zoals gebruikelijk wel aanwezig, maar in wat mindere mate dan in veel andere Disney-tekenfilms, en voornamelijk bij de drie levende waterspuwers. Het is ook de enige Disney-tekenfilm tot nu toe waarin het christendom een echt centrale rol heeft.
De tekenaars bezochten de echte Notre-Dame in Parijs om het gebouw zo goed mogelijk na te tekenen.

### Verschillen met het boek
Een aantal personages uit het boek van Hugo zijn weggelaten in de Disney-film, zoals Esmeralda's man – de dichter Gringoire – en haar moeder. Mogelijk is Clopin echter gebaseerd op Gringoire, aangezien hij gedichten schrijft en Clopin toneelstukken opvoert in zijn poppenkast, twee soortgelijke kunstvormen. Ook is Clopin de leider van de zigeuners, terwijl in het originele verhaal Gringoire besluit om voor vier jaar te trouwen met Esmeralda om te voorkomen dat hij geëxecuteerd wordt. Er werden ook een paar nieuwe personages bij bedacht zoals de drie waterspuwers Victor, Hugo en Laverne,  die steeds als Quasimodo alleen in de kathedraal is tot leven komen. Zij dienen vooral als vrolijke noot van de film.
De personages die wel zijn overgenomen in de film zijn vrijwel allemaal sterk aangepast. Frollo is in het boek geen rechter, maar zelf de aartsbisschop van de Notre-Dame. Zijn rol als grote schurk is minder duidelijk dan in de film. Hij heeft niet specifiek iets tegen zigeuners, maar wil enkel dat ze uit de buurt van de kerk blijven. Ook vindt hij Quasimodo hier als vondeling, waarna hij hem uit vrije wil adopteert. Phoebus is in de film een sympathieker personage dan in het boek, waar hij een antagonist is met een rol gelijk aan die van Frollo in de film. Quasimodo is in het boek doof door het luiden van de klokken – waardoor hij bijna niet praat – en hij is ook stukken gewelddadiger. Hij heeft in het boek een hekel aan alle mensen, behalve Esmeralda en Frollo. Hij gebruikt zijn brute kracht en lelijke uiterlijk om iedereen angst aan te jagen. Ook zijn uiterlijk is voor de film iets gewijzigd. Clopin is in het boek een serieuzer personage dan in de film, met een duister gevoel voor humor. Esmeralda is in het boek vooral een verlegen meisje, terwijl ze in de Disney-film juist heel vastberaden en assertief is.
Het originele verhaal van Victor Hugo werd op nog een aantal punten sterk aangepast om de film geschikter te maken voor jonge kijkers. De film eindigt positief, in tegenstelling tot het oorspronkelijke verhaal dat een tragisch einde kent.  In het boek wordt Phoebus neergestoken door Frollo en gaan Quasimodo en Phoebus nooit naar de Hof der Wonderen. Frollo komt in het boek op een andere manier aan zijn eind dan in de film, terwijl ook Quasimodo en Esmeralda het in het oorspronkelijke verhaal niet overleven. Verder is er in het boek geen sprake van een verteller.

### Liedjes uit de film
| Nederlandse soundtrack 1. De klokken van de Notre-Dame - Bill van Dijk, Ger Smit, Ernst Daniël Smid & Koor 2. Daarbuiten - Ernst Daniël Smid & Raymond Kurvers 3. Draaien, draaien - Bill van Dijk & Koor 4. Vernedering - Instrumentaal & Koor 5. Esmeralda's gebed - Vera Mann & Koor 6. De klokkentoren - Instrumentaal & Koor 7. Hemels licht/hellevuur - Raymond Kurvers, Ernst Daniël Smid & Koor 8. Zo een als jij - Kees van Lier, Jérôme Reehuis & Lia Dorana 9. Parijs in brand - Instrumentaal & Koor 10. De hof der wonderen - Bill van Dijk & Koor 11. Bescherming - Instrumentaal & Koor 12. Hij zal de verdorvenen verslaan - Instrumentaal & Koor 13. In het zonlicht - Instrumentaal 14. De klokken van de Notre-Dame (Reprise) - Bill van Dijk & Koor 15. Someday - Eternal 16. God help the outcast - Bette Midler | Vlaamse soundtrack 1. De klok van de Notre-Dame - Peter de Smet, Marc Meerman, Werner Brans & Koor 2. Buiten - Werner Brans & Jan Schepens 3. Hotse knotse dag - Peter de Smet & Koor 4. Vernedering - Instrumentaal & Koor 5. God heb genade - Vera Mann & Koor 6. De klokkentoren - Instrumentaal & Koor 7. Hemels licht/hellevuur - Jan Schepens, Werner Brans & Koor 8. Een vent als jij - Wim Opbroek, David Davidse & Julienne Debruyne 9. Parijs in brand - Instrumentaal & Koor 10. Het hof der mirakelen - Peter de Smet & Koor 11. Heiligdom - Instrumentaal & Koor 12. En hij zal de zonden straffen - Instrumentaal & Koor 13. In de zonneschijn - Instrumentaal 14. De klok van de Notre-Dame (Reprise) - Peter de Smet & Koor 15. Someday - Eternal 16. God help the outcast - Bette Midler |

Het Lied Someday was geschreven voor Esmeralda, maar dit lied is vervangen door God Help the Outcast. In de musicalversie in Duitsland werd het oorspronkelijke lied alsnog weer toegevoegd als Einmal. De musical in ook in de Verenigde Staten te zien als Off-Broadway, met de muziek van Alan Menken waaronder het lied Someday is toegevoegd en vele anderen. De Duitse musical verschilt van de Amerikaanse uitvoering.

## Prijzen en nominaties
In 1997 werd De klokkenluider van de Notre-Dame genomineerd voor twaalf prijzen, waarvan de film er zeven won.
- De ASCAP Award voor Top Box Office Films - gewonnen
- De Academy Award voor beste muziek
- De Saturn Award voor beste fantasyfilm
- De BMI Film Music Award – gewonnen
- De Artios voor Best Casting for Animated Voiceover – gewonnen
- De Golden Globe voor beste originele lied
- De Goldene Leinwand – gewonnen
- De Golden Reel Award voor Best Sound Editing - Animated Feature – gewonnen
- De Golden Reel Award voor Best Sound Editing - Music Animation – gewonnen
- De Golden Raspberry Award voor slechtste film die meer dan 100 miljoen dollar heeft opgebracht.
- De Golden Satellite Award voor beste film – animatie of gemengde media – gewonnen
- De Young Artist Award voor beste familiefilm

## Varia
- In de originele Engelse versie is de aartsbisschop een aartsdiaken.
- Twee van de drie waterspuwers, Victor en Hugo, zijn genoemd naar de schrijver van het oorspronkelijke boek waar de film op is gebaseerd.
- Oorspronkelijk was het Clopin die tegen het eind van de film de bevolking van Parijs zou aanzetten tot opstand (zoals ook gebeurt in het oorspronkelijke verhaal van Hugo). De producers vonden Phoebus hiervoor uiteindelijk geschikter.
- Tijdens het lied Out There is Belle, een van de hoofdpersonen uit Belle en het Beest, even te zien. Tevens klopt een koopman in deze scène een kleedje uit dat sterk lijkt op het vliegende tapijt uit Aladdin. Pumbaa uit De Leeuwenkoning is te zien tijdens het Zottenfestival.
- Esmeralda en haar geitje Djali verkleden zich om op de markt te ontsnappen als een oude man. Dezelfde oude man speelt een bijrol in de vier jaar eerder uitgekomen Disney-tekenfilm Aladdin (daar als Jafar in vermomming).
- Het paard van rechter Frollo heet Sneeuwbal volgens audiocommentaar van de dvd.
- Het uiterlijk van de Notre-Dame klopt niet met de tijd waarin de film zich afspeelt. Zo is de neogotische gietijzeren kruisingstoren van Viollet-le-Duc bijvoorbeeld al aanwezig, terwijl deze toren in werkelijkheid pas in de 19e eeuw op de kathedraal werd aangebracht.
- Claude Frollo is door sommige analytici wel aangemerkt als de akeligste slechterik die ooit uit de koker van Disney kwam, juist omdat hij zoveel typisch menselijke slechte karaktertrekken vertegenwoordigt.[2]

## Sequels
- In 1999 bracht Disney een gelijknamige musical uit op basis van de film. Deze musical ging in première op het Potsdamer Platz in Berlijn.
- In 2002 kreeg de film een vervolg, De klokkenluider van de Notre Dame II.